# Ritchie Blackmore’s Rainbow
Ritchie Blackmore’s Rainbow ist das erste Studioalbum der US-amerikanischen Band Rainbow, welches im Jahr 1975 erschien.

## Geschichte
Nachdem der britische Gitarrist Ritchie Blackmore Deep Purple verlassen hatte, gründete er 1975 zusammen mit Ronnie James Dio und den ehemaligen Bandmitgliedern der Band Elf in Kalifornien die Band Rainbow. Noch im selben Jahr begann die Band mit den Arbeiten an Ritchie Blackmore’s Rainbow. Das Album wurde in den Musicland Studios in München aufgenommen. Noch vor Veröffentlichung des Debüts wechselte Blackmore mit Ausnahme von Dio alle Bandmitglieder aus.

## Stil
Der Sound des Albums hatte aufgrund von Blackmores Vorgeschichte starke Ähnlichkeiten mit dem von Deep Purple. Das Riff zum Song Man on the Silver Mountain erinnert beispielsweise stark an das von Smoke on the Water. Charakteristisch ist zudem auch die Stimme von Ronnie James Dio. Der Metal-lastige Sound, der in den nachfolgenden Alben dominanter wurde, spielte bei Ritchie Blackmore’s Rainbow noch keine Rolle. Neben einprägsamen Riffs wie dem von Sixteenth Century Greensleeves waren auch Balladen wie The Temple of the King oder Catch the Rainbow enthalten.

## Cover
Das Cover-Artwork wurde von David Willardson gestaltet. Es zeigt ein Schloss in Form einer E-Gitarre mit einem Regenbogen im Hintergrund.

## Titelliste
1. Man on the Silver Mountain – 4:36 – (Ritchie Blackmore, Ronnie James Dio)
2. Self Portrait – 3:12 – (Ritchie Blackmore, Ronnie James Dio)
3. Black Sheep of the Family – 3:18 – (Steve Hammond)
4. Catch the Rainbow – 6:36 – (Ritchie Blackmore, Ronnie James Dio)
5. Snake Charmer – 4:30 – (Ritchie Blackmore, Ronnie James Dio)
6. The Temple of the King – 4:42 – (Ritchie Blackmore, Ronnie James Dio)
7. If You Don’t Like Rock N Roll – 2:35 – (Ritchie Blackmore, Ronnie James Dio)
8. Sixteenth Century Greensleeves – 3:28 – (Ritchie Blackmore, Ronnie James Dio)
9. Still I’m Sad – 3:52 – (Paul Samwell-Smith, Jim McCarty)

## Rezeption

### Rezensionen
Metal.de schrieb über das Album: „Trotz der überdurchschnittlich vielen tollen Songs ist das RAINBOW-Debüt eine noch etwas inhomogen wirkende Platte, auf der Blackmores magische Gitarre und Dios löwenartige Stimme zwar schon erstaunlich harmonieren, die Band aber noch hörbar auf der Suche nach einem griffigen eigenen Stil ist.“

### Charts und Chartplatzierungen
| ChartsChartplatzierungen       | Höchstplatzierung | Wochen |
| ------------------------------ | ----------------- | ------ |
| Vereinigte Staaten (Billboard) | 65 (9 Wo.)        | 9      |
| Vereinigtes Königreich (OCC)   | 11 (8 Wo.)        | 8      |

### Auszeichnungen für Musikverkäufe
| Land/Region                  | Auszeichnungen für Musikverkäufe (Land/Region, Auszeichnung, Verkäufe) | Verkäufe |
| ---------------------------- | ---------------------------------------------------------------------- | -------- |
| Vereinigtes Königreich (BPI) | Silber                                                                 | 60.000   |
| Insgesamt                    | 1× Silber ·                                                            | 60.000   |